# Municipio de Zapotitlán Tablas
El municipio de Zapotitlán Tablas es uno de los 85 municipios que conforman el estado mexicano de Guerrero. La cabecera del municipio es la localidad de Zapotitlán Tablas.

## Toponimia
El nombre Zapotitlán proviene del náhuatl se interpreta como "junto con los zapotes".

Cecilio Robelo, en su obra «Sinopsis Toponímica Nahoa» señala que en nombre Zapotitlan, o como indica que es la forma más correcta Tzapotitlan, significa "entre los árboles de zapote".

## Geografía
El municipio integra la Región de La Montaña, y se extiende entre 700 y 2900 m s. n. m. de altitud.
Sus coordenadas geográficas extremas son 98°56'16.80" W - 98°44'30.12" W de longitud oeste y 17°09'16.20" N - 17°29'20.04" N de latitud norte.
Zapotitlán Tablas limita al norte con los municipios de Atlixtac y Copanatoyac, al este con los municipios de Copanatoyac y Tlacoapa, al sur con los municipios de Tlacoapa y Acatepec, y al oeste con los municipios de Acatepec y Atlixtac.
Según la clasificación climática de Köppen, el clima corresponde al tipo Aw - Tropical seco.
La totalidad de la superficie del municipio está incluida dentro de la Sierra Madre del Sur.
Las principales elevaciones son los cerros Alcececa, Ahuatanahcia y Metlantepec. El recurso hídrico del municipio se basa mayoritariamente en los cursos de la cuenca de los ríos Tlapaneco y Balsas y en los cursos de los ríos Papagayo y Acatepec.

## Demografía
De acuerdo a los resultados del Censo de Población y Vivienda de 2020 realizado por el Instituto Nacional de Estadística y Geografía, la población total del municipio es de 12 004 habitantes, lo que representa un crecimiento promedio de 1.4% anual en el período 2010-2020 sobre la base de los 10 516 habitantes registrados en el censo anterior. Al año 2020 la densidad del municipio era de 52,57 hab/km².
| Gráfica de evolución demográfica de Municipio de Zapotitlán Tablas entre 2000 y 2020 |
|                                                                                      |
| Fuente: Instituto Nacional de Estadística Geografía e Informática                    |

El 48.6% de los habitantes eran hombres y el 51.4% eran mujeres. El 77.4% de los habitantes mayores de 15 años (5846 personas) estaba alfabetizado. 

Más del 95% de la población, (11 604 personas), es indígena.
En el año 2010 estaba clasificado como un municipio de grado muy alto de vulnerabilidad social, con el 64.79% de su población en estado de pobreza extrema. Según los datos obtenidos en el censo de 2020, la situación de pobreza extrema afectaba al 52.1% de la población (6468 personas).

### Localidades
En el censo de 2020 el municipio de Zapotitlán Tablas contaba con 54 localidades.
| Código INEGI      | Localidad         | Población (2020) |
| ----------------- | ----------------- | ---------------- |
| 120720001         | Zapotitlán Tablas | 1 912            |
| Otras localidades | Otras localidades | 10 092           |
| Total municipal   | Total municipal   | 12 004           |